# Nekrolog 4. Quartal 1963
Nekrolog
◄◄
| ◄
| 1959
| 1960
| 1961
| 1962
| 1963 | 1964 | 1965 | 1966 | 1967 | ► | ►►
1. Quartal |
2. Quartal |
3. Quartal |
4. Quartal 1963
Weitere Ereignisse | Allgemeiner Nekrolog 1963
Die Beschreibung der verstorbenen Person sollte so kurz wie möglich gehalten sein und nur deren signifikante Tätigkeit(en) enthalten.
Neue Namen ggf. auch unter dem Geburts- und Sterbedatum, also etwa unter 1. Januar und im Geburts- und Sterbejahr (2024) eintragen (nur bei entsprechender großer Wichtigkeit). Für Beispiele siehe die schon vorhandenen Artikel.
Außerdem über die fünf zuletzt Verstorbenen, zu denen es einen ausreichend guten Artikel für eine Präsentation auf der Hauptseite gibt, nach der todesbedingten Überarbeitung der Artikel ggf. auch unter Wikipedia Diskussion:Hauptseite informieren und sie am besten auch in den anderen Wikipedia-Sprachversionen eintragen. Tipp: Regelmäßig bei news.google.de nach „ist tot“, „gestorben“ oder „verstorben“ suchen.
Wenn eine Person gestorben ist, gibt es viele Seiten zu dieser Person in der Wikipedia, die davon auch betroffen sind und entsprechend aktualisiert werden müssen. Beispiele: Namenübersichtsseite, Geburtsjahr, Geburtsort-Seiten und viele mehr.
Wie finde ich die betroffenen Seiten?
Im Suchfeld auf der linken Seite gibt man den Suchbegriff so ein: „Vorname Nachname“. Dann klickt man auf Volltext und alle Seiten mit entsprechendem Suchtext werden aufgerufen. Hier sieht man dann schnell, wo auch das Todesjahr Sinn macht oder sogar ein Teil des Artikels angepasst werden muss. Auch hilft das „Werkzeug“ auf der linken Seite sehr gut, um solche Seiten aufzufinden: „Links auf diese Seite“. Somit ist die Wikipedia wieder aktuell in allen Bereichen! Hinweis: bei Eintragung der Kategorie „Gestorben JAHR“ wird der Missbrauchsfilter 49 ausgelöst, was jedoch nicht schlimm ist. Siehe: Spezial:Missbrauchsfilter/49
Dies ist eine Liste von im vierten Quartal 1963 verstorbenen bekannten Persönlichkeiten. Die Einträge erfolgen innerhalb der einzelnen Daten alphabetisch sortiert. Tiere sind im Nekrolog für Tiere zu finden.

## Oktober
| Tag         | Name                                     | Beruf, bekannt als                                                                                              | Alter | Beleg |
| ----------- | ---------------------------------------- | --- | ----- | ----- |
| 1. Oktober  | Josef Pöschl                             | österreichischer Politiker (CSP), Landtagsabgeordneter                                                          | 85    |       |
| 2. Oktober  | Refet Bele                               | osmanischer Soldat und türkischer Minister                                                                      |       |       |
| 2. Oktober  | Olga Borissowna Lepeschinskaja           | russische Biologin                                                                                              | 92    |       |
| 2. Oktober  | Vasa Hochmann                            | österreichischer Schauspieler, Theaterregisseur und Hörspielsprecher                                            | 59    |       |
| 2. Oktober  | Karl Menninger                           | deutscher Mathematikhistoriker                                                                                  | 64    |       |
| 2. Oktober  | Imre Pozsonyi                            | ungarischer Fußballspieler und -trainer                                                                         | 82    |       |
| 3. Oktober  | Tumasch Dolf                             | Schweizer Lehrer, Schulmusiker, Komponist und Liedersammler                                                     | 74    |       |
| 3. Oktober  | Josef Filbig                             | nationalsozialistischer Kommunalpolitiker                                                                       | 71    |       |
| 3. Oktober  | Bobby McDermott                          | US-amerikanischer Basketballspieler                                                                             | 49    |       |
| 3. Oktober  | Pedro Rebolledo                          | panamaischer Komponist                                                                                          | 68    |       |
| 3. Oktober  | Arthur Schreck                           | deutscher Psychiater, Gutachter bei den nationalsozialistischen Krankenmorden                                   | 85    |       |
| 4. Oktober  | Harriet Behnne                           | US-amerikanische Opernsängerin (Kontra-Alt)                                                                     | 89    |       |
| 4. Oktober  | Gerhard Ludwig Binz                      | deutscher Jurist, Schriftsteller und NS-Propagandist                                                            | 68    |       |
| 4. Oktober  | Lloyd Fredendall                         | US-amerikanischer Generalleutnant                                                                               | 79    |       |
| 4. Oktober  | Otto Hoffmann                            | deutscher Politiker (SPD), MdBB                                                                                 | 85    |       |
| 4. Oktober  | V. O. Key, Jr.                           | US-amerikanischer Politikwissenschaftler                                                                        | 55    |       |
| 4. Oktober  | Voitto Kolho                             | finnischer Sportschütze                                                                                         | 78    |       |
| 4. Oktober  | Alar Kotli                               | estnischer Architekt                                                                                            | 59    |       |
| 4. Oktober  | Theodor Bernhard Rehmann                 | römisch-katholischer Priester und Domkapellmeister am Hohen Dom zu Aachen                                       | 68    |       |
| 4. Oktober  | Ludwig Rickert                           | Lehrer und Oberbürgermeister von Bonn                                                                           | 66    |       |
| 4. Oktober  | Max Karl Schwarz                         | deutscher Gärtner sowie Garten- und Landschaftsarchitekt                                                        | 67    |       |
| 4. Oktober  | Rudi Wagener                             | deutscher Schwergewichtsboxer                                                                                   | 64    |       |
| 4. Oktober  | Heinrich Worster                         | deutscher Verwaltungsführer im KZ Majdanek und KZ Dachau                                                        | 53    |       |
| 5. Oktober  | Adolph Anton von Gemmingen               | Grundherr in Treschklingen, Hoffenheim und Fränkisch-Crumbach, großherzoglich-hessischer Hofjunker und Landrat  | 77    |       |
| 5. Oktober  | Curt Oehme                               | deutscher Internist                                                                                             | 79    |       |
| 5. Oktober  | Franz Prendinger                         | österreichischer Politiker (CSP), Landtagsabgeordneter                                                          | 70    |       |
| 5. Oktober  | Gustav Siewerth                          | deutscher Philosoph und Pädagoge                                                                                | 60    |       |
| 6. Oktober  | Henry M. Arens                           | US-amerikanischer Politiker und Farmer                                                                          | 89    |       |
| 6. Oktober  | Walter Klingenberg                       | deutscher Architekt                                                                                             | 82    |       |
| 6. Oktober  | Oskar Rupp                               | deutscher Jurist                                                                                                | 87    |       |
| 6. Oktober  | David Dickson Terry                      | US-amerikanischer Politiker                                                                                     | 82    |       |
| 7. Oktober  | Joseph Freiherr von und zu Franckenstein | deutsch-österreichischer Altphilologe, Journalist und Widerstandskämpfer                                        | 53    |       |
| 7. Oktober  | Gustaf Gründgens                         | deutscher Schauspieler, Regisseur und Intendant                                                                 | 63    |       |
| 7. Oktober  | Karl Kuhlmann                            | Schweizer Elektrotechniker, Professor für theoretische Elektrotechnik                                           | 85    |       |
| 7. Oktober  | Iwan Iwanowitsch Schmalhausen            | russischer Zoologe und Evolutionsbiologe                                                                        | 79    |       |
| 8. Oktober  | Karl Aberle                              | deutscher Verleger und Politiker (SPD), MdL                                                                     | 62    |       |
| 8. Oktober  | Grace Darmond                            | kanadisch-US-amerikanische Schauspielerin                                                                       | 69    |       |
| 8. Oktober  | Maria Grengg                             | österreichische Erzählerin und Malerin                                                                          | 75    |       |
| 8. Oktober  | Salvatore Siino                          | italienischer Geistlicher, römisch-katholischer Erzbischof und vatikanischer Diplomat                           | 59    |       |
| 8. Oktober  | Ernst Stracke                            | deutscher evangelischer Theologe und Kirchenhistoriker                                                          | 69    |       |
| 8. Oktober  | Walter Stucki                            | Schweizer Politiker (FDP)                                                                                       | 75    |       |
| 8. Oktober  | Wilhelm Töllner                          | deutscher Politiker (SPD)                                                                                       | 84    |       |
| 8. Oktober  | Remedios Varo                            | spanische surrealistische Malerin                                                                               | 54    |       |
| 9. Oktober  | Yehezkel Kaufmann                        | israelischer Bibelwissenschaftler und Hochschullehrer                                                           | 73    |       |
| 9. Oktober  | Leo Richard Smith                        | US-amerikanischer Geistlicher, Bischof von Ogdensburg                                                           | 58    |       |
| 10. Oktober | Friedrich Bock                           | deutscher Historiker                                                                                            |       |       |
| 10. Oktober | Willi Häfner                             | deutscher Politiker (CDU), MdL                                                                                  | 60    |       |
| 10. Oktober | Kurt Hallegger                           | deutsch-mährischer Maler und Bühnenbildner                                                                      | 62    |       |
| 10. Oktober | Itaya Hazan                              | japanischer Töpfer                                                                                              | 91    |       |
| 10. Oktober | Édith Piaf                               | französische Chansonsängerin                                                                                    | 47    |       |
| 11. Oktober | Jean Cocteau                             | französischer Schriftsteller, Regisseur, Maler und Choreograf                                                   | 74    |       |
| 11. Oktober | John Galvin                              | irischer Politiker (Fianna Fáil)                                                                                | 56    |       |
| 11. Oktober | Tivadar Országh                          | ungarischer Geiger, Komponist und Hochschullehrer                                                               | 61    |       |
| 11. Oktober | Franz von Redwitz                        | deutscher Hofbeamter                                                                                            | 75    |       |
| 11. Oktober | Wilhelm Seipp                            | deutscher Politiker (SPD), MdL                                                                                  | 57    |       |
| 12. Oktober | Karl Baur                                | deutscher Pilot, Fluglehrer und Ingenieur                                                                       | 51    |       |
| 12. Oktober | Jolán Földes                             | ungarische Schriftstellerin                                                                                     | 60    |       |
| 12. Oktober | Artur Ladebeck                           | deutscher Pädagoge und Politiker (SPD), MdB                                                                     | 72    |       |
| 13. Oktober | Alan Arnold Griffith                     | britischer Ingenieur                                                                                            | 70    |       |
| 13. Oktober | Everett Kent                             | US-amerikanischer Politiker                                                                                     | 74    |       |
| 13. Oktober | Wladimir Dmitrijewitsch Kusnezow         | russischer Physiker, Materialwissenschaftler und Hochschullehrer                                                | 76    |       |
| 13. Oktober | Konrad Reif                              | österreichischer Politiker (SDAP), Landtagsabgeordneter                                                         | 75    |       |
| 14. Oktober | Wolfgang Foerster                        | deutscher Offizier und Militärhistoriker                                                                        | 88    |       |
| 14. Oktober | Lotte Friese-Korn                        | deutsche Politikerin (FDP), MdL, MdB                                                                            | 64    |       |
| 14. Oktober | Kurt Geißler                             | deutscher SS-Sturmbannführer und Kriminalkommissar                                                              | 61    |       |
| 14. Oktober | Bruno Hartmann                           | deutscher Politiker und Lehrer                                                                                  | 65    |       |
| 14. Oktober | Friedrich Proell                         | deutscher Zahnarzt                                                                                              | 82    |       |
| 15. Oktober | Edmond Fleg                              | französischer Schriftsteller Schweizer Herkunft                                                                 | 88    |       |
| 15. Oktober | Jules Jaspar                             | belgischer Konsul und Kaufmann, Widerstandskämpfer im Zweiten Weltkrieg                                         | 85    |       |
| 15. Oktober | Alan G. Kirk                             | US-amerikanischer Admiral und Diplomat                                                                          | 74    |       |
| 15. Oktober | József Nagy                              | ungarischer Fußballspieler und -trainer                                                                         | 71    |       |
| 15. Oktober | August Josef Peter                       | deutscher Architekt                                                                                             | 57    |       |
| 15. Oktober | Horton Smith                             | US-amerikanischer Golfer                                                                                        | 55    |       |
| 15. Oktober | Max Wachtel                              | deutscher Politiker (KPD/SED) und Gewerkschafter                                                                | 67    |       |
| 16. Oktober | Wladimir Matwejewitsch Bachmetjew        | russischer Schriftsteller, Publizist und Literaturkritiker                                                      | 78    |       |
| 16. Oktober | Silvio Giuseppe Mercati                  | italienischer Byzantinist                                                                                       | 86    |       |
| 16. Oktober | Christian Philipp                        | deutscher Offizier, zuletzt Generalleutnant im Zweiten Weltkrieg                                                | 70    |       |
| 16. Oktober | Ewald Weisemann                          | deutscher Pädagoge und Politiker (DNVP), MdL                                                                    | 75    |       |
| 17. Oktober | Edmond Bauer                             | französischer Physiker                                                                                          | 82    |       |
| 17. Oktober | Leopold Daxsperger                       | österreichischer Komponist, Dirigent, Musikpädagoge und Chorleiter                                              | 66    |       |
| 17. Oktober | Harry Grey                               | US-amerikanischer Filmproduzent und Filmschaffender                                                             | 58    |       |
| 17. Oktober | Jacques Hadamard                         | französischer Mathematiker                                                                                      | 97    |       |
| 17. Oktober | Oleksandr Kowalenko                      | ukrainischer Wissenschaftler, politischer Aktivist und Schriftsteller                                           | 88    |       |
| 17. Oktober | Adolf Maier                              | deutscher Jurist und preußischer Politiker                                                                      | 92    |       |
| 17. Oktober | Hans Carl Scheibler                      | deutscher Unternehmer, niederländischer Generalkonsul und Kunstmäzen                                            | 76    |       |
| 17. Oktober | Hans Tröger                              | deutscher Bildhauer                                                                                             | 68    |       |
| 18. Oktober | Andrei Grigorjewitsch Krawtschenko       | sowjetischer Generaloberst der Panzertruppen                                                                    | 63    |       |
| 18. Oktober | Galina Jewgenjewna Nikolajewa            | russische Schriftstellerin                                                                                      | 52    |       |
| 18. Oktober | Franz Spliedt                            | deutscher Politiker (SPD), MdR, MdHB                                                                            | 86    |       |
| 18. Oktober | Fritz Sternberg                          | deutscher marxistischer Theoretiker                                                                             | 68    |       |
| 18. Oktober | Kid Williams                             | dänischer Boxer                                                                                                 | 69    |       |
| 18. Oktober | Constance Worth                          | australische Schauspielerin                                                                                     | 51    |       |
| 19. Oktober | Dénes Buday                              | ungarischer Filmkomponist                                                                                       | 73    |       |
| 19. Oktober | Wilhelm Koenen                           | deutscher Politiker (SPD, KPD, SED), MdR, MdV                                                                   | 77    |       |
| 19. Oktober | Ranulfo da Silva Farias                  | brasilianischer Geistlicher, Erzbischof von Maceió                                                              | 76    |       |
| 19. Oktober | Jeanne Streicher                         | französische Romanistin                                                                                         | 83    |       |
| 19. Oktober | Carlo Vittorio Varetti                   | italienischer Fußballspieler und -funktionär                                                                    |       |       |
| 20. Oktober | Werner Bergmann                          | deutscher FIFA-Schiedsrichter                                                                                   | 50    |       |
| 20. Oktober | Emmy Bettendorf                          | deutsche Opernsängerin (Sopran)                                                                                 | 68    |       |
| 20. Oktober | Diana Churchill                          | Tochter Winston Churchills'                                                                                     | 54    |       |
| 20. Oktober | Carl Linga                               | deutsch-mexikanischer Zuckergroßhändler und Büchersammler                                                       | 86    |       |
| 20. Oktober | Ruggero Maregatti                        | italienischer Leichtathlet                                                                                      | 58    |       |
| 20. Oktober | Jean-Pierre Thommes                      | luxemburgischer Kunstturner                                                                                     | 73    |       |
| 20. Oktober | Einar Thulin                             | schwedischer Leichtathlet                                                                                       | 67    |       |
| 21. Oktober | Jean Decoux                              | französischer Admiral und Generalgouverneur von Indochina                                                       | 82    |       |
| 21. Oktober | Hermann Föge                             | deutscher Jurist und Politiker (DDP, DStP, FDP), MdL                                                            | 85    |       |
| 21. Oktober | Heinrich Höfler                          | deutscher Politiker (CDU), MdB                                                                                  | 66    |       |
| 21. Oktober | Herman Joseph Meysing                    | deutscher Ordensgeistlicher, Erzbischof von Bloemfontein in Südafrika                                           | 77    |       |
| 21. Oktober | Gabriele Murad-Michalkowski              | österreichische Malerin und Grafikerin                                                                          | 86    |       |
| 21. Oktober | Kurt Wolff                               | deutscher Verleger                                                                                              | 76    |       |
| 22. Oktober | Walter Davis                             | US-amerikanischer Blues-Musiker                                                                                 | 51    |       |
| 22. Oktober | Hans Albrecht von Harrach                | deutscher Bildhauer                                                                                             | 90    |       |
| 22. Oktober | Elvin Morton Jellinek                    | US-amerikanischer Arzt und Erforscher der Alkoholkrankheit                                                      | 73    |       |
| 22. Oktober | Günter Klein                             | deutscher Jurist, Verwaltungsbeamter und Politiker (SPD), MdB, Berliner Senator                                 | 63    |       |
| 22. Oktober | Hans Kujath                              | deutscher Jurist und Nationalsozialist                                                                          | 56    |       |
| 23. Oktober | Nerses Akinian                           | armenischer Philologe und Kirchenhistoriker                                                                     | 80    |       |
| 23. Oktober | Francisque Gay                           | französischer Journalist und Politiker (MRP)                                                                    | 78    |       |
| 23. Oktober | Max Ladner                               | Schweizer Buddhist                                                                                              | 73    |       |
| 23. Oktober | Harry Nathan                             | britischer Politiker (Liberal Party, Labour Party)                                                              | 74    |       |
| 23. Oktober | Hans Natonek                             | deutsch-tschechischer Schriftsteller und Journalist                                                             | 70    |       |
| 23. Oktober | Karl Heinrich von Neubronner             | deutscher Schriftsteller und Gutsbesitzer                                                                       | 50    |       |
| 23. Oktober | Hans Hermann Schmid                      | deutscher Frauenarzt, Rektor der Universität Rostock                                                            | 79    |       |
| 24. Oktober | Désiré Beaurain                          | belgischer Fechter                                                                                              | 82    |       |
| 24. Oktober | Bernard Bernstein                        | englischer Tischtennisspieler                                                                                   | 64    |       |
| 24. Oktober | Karl Bühler                              | deutscher Denk- und Sprachpsychologe und Sprachtheoretiker                                                      | 84    |       |
| 24. Oktober | Douglas Croft                            | US-amerikanischer Schauspieler                                                                                  | 37    |       |
| 24. Oktober | Joe Vincent Meigs                        | US-amerikanischer Gynäkologe                                                                                    | 71    |       |
| 24. Oktober | Dietrich Niebuhr                         | deutscher Marineoffizier und Diplomat                                                                           | 75    |       |
| 24. Oktober | Ditlev Thaanum                           | US-amerikanischer Amateur-Malakologe und Schneckensammler dänischer Herkunft                                    | 96    |       |
| 24. Oktober | Beverly Wills                            | US-amerikanische Film- und Fernsehschauspielerin                                                                | 30    |       |
| 25. Oktober | Lewis Baumer                             | britischer Zeichner, Karikaturist und Illustrator                                                               | 93    |       |
| 25. Oktober | Björn Þórðarson                          | isländischer Politiker                                                                                          | 84    |       |
| 25. Oktober | Roger Désormière                         | französischer Dirigent                                                                                          | 65    |       |
| 25. Oktober | Abu-Bakr Khairat                         | ägyptischer Komponist                                                                                           | 53    |       |
| 25. Oktober | Zakea Dolphin Mangoaela                  | afrikanischer Autor                                                                                             | 80    |       |
| 25. Oktober | Shibusawa Keizō                          | japanischer Ethnologe und Mäzen                                                                                 | 67    |       |
| 25. Oktober | William Harrison Standley                | US-amerikanischer Admiral und Diplomat                                                                          | 90    |       |
| 25. Oktober | Karl von Terzaghi                        | Bauingenieur | 80    |       |
| 26. Oktober | Werner Holschemacher                     | deutscher Jurist und Instanzrichter                                                                             | 59    |       |
| 26. Oktober | Elizabeth Gunn                           | neuseeländische Schul- und Militärärztin, Gründerin eines Gesundheitslagers und Verwalterin des öffentlichen... | 84    |       |
| 26. Oktober | Arthur Laurendeau                        | kanadischer Sänger, Chorleiter und Musikpädagoge                                                                | 82    |       |
| 27. Oktober | Berthold Markgraf von Baden              | deutscher Adeliger, Chef des Hauses von Baden                                                                   | 57    |       |
| 27. Oktober | Wilhelm Hansmann                         | deutscher Politiker (SPD), MdL                                                                                  | 76    |       |
| 27. Oktober | Karl Polak                               | deutscher Jurist, Hochschullehrer und Politiker (SED), MdV, Mitglied des Staatsrat der DDR                      | 57    |       |
| 27. Oktober | Prince La La                             | amerikanischer Musiker                                                                                          |       |       |
| 28. Oktober | Erich Bickel                             | Schweizer Ingenieur                                                                                             | 68    |       |
| 28. Oktober | Tom Connally                             | US-amerikanischer Politiker                                                                                     | 86    |       |
| 28. Oktober | Richard Finsterwalder                    | deutscher Geodät, Kartograf und Hochschullehrer                                                                 | 64    |       |
| 28. Oktober | Mart Saar                                | estnischer Komponist                                                                                            | 81    |       |
| 28. Oktober | Willy Schönefeld                         | deutscher Architekt                                                                                             | 77    |       |
| 28. Oktober | Bernhard Simon                           | deutscher Flüchtling, Todesopfer an der innerdeutschen Grenze                                                   | 18    |       |
| 29. Oktober | Michael Holliday                         | englischer Popsänger                                                                                            | 38    |       |
| 29. Oktober | Adolphe Menjou                           | US-amerikanischer Schauspieler                                                                                  | 73    |       |
| 29. Oktober | Armin Spitaler                           | deutscher Rechts- und Staatswissenschaftler                                                                     | 65    |       |
| 30. Oktober | Francisco Beckmann                       | niederländischer Ordensgeistlicher, römisch-katholischer Erzbischof von Panama                                  | 80    |       |
| 30. Oktober | Clifford Berry                           | US-amerikanischer Computerpionier                                                                               | 45    |       |
| 30. Oktober | Ernst Biesalski                          | deutscher Chemiker und Hochschullehrer                                                                          | 82    |       |
| 30. Oktober | Madame d’Ora                             | österreichische Fotografin                                                                                      | 82    |       |
| 30. Oktober | Hugh O’Flaherty                          | irischer Priester und Widerstandskämpfer                                                                        | 65    |       |
| 30. Oktober | Karl Karas                               | deutscher Mechaniker und Hochschullehrer                                                                        | 72    |       |
| 30. Oktober | Domhnall Ua Buachalla                    | irischer Politiker und Ladenbesitzer                                                                            | 97    |       |
| 31. Oktober | Henry Daniell                            | britischer Schauspieler                                                                                         | 69    |       |
| 31. Oktober | Hans Jacoby                              | deutscher Drehbuchautor                                                                                         | 59    |       |
| 31. Oktober | Max Wundt                                | deutscher Philosoph                                                                                             | 84    |       |
| Oktober     | Richard Henke                            | österreichischer Chemiker und Erfinder                                                                          |       |       |
| Oktober     | Enrico Rosati                            | italienischer Gesangslehrer                                                                                     | 89    |       |

## November
| Tag          | Name                                  | Beruf, bekannt als                                                                                | Alter | Beleg |
| ------------ | ------------------------------------- | ------------------------------------------------------------------------------------------------- | ----- | ----- |
| 1. November  | Robert Atherley                       | englischer Fußballspieler                                                                         |       |       |
| 1. November  | Eugène Chartier                       | kanadischer Violinist, Dirigent und Musikpädagoge                                                 |       |       |
| 1. November  | Archie Langley                        | britischer Automobilrennfahrer                                                                    | 58    |       |
| 1. November  | Elsa Maxwell                          | US-amerikanische Journalistin                                                                     | 80    |       |
| 2. November  | Gustav Albrecht                       | deutscher Politiker und Regierungsassessor                                                        | 99    |       |
| 2. November  | Otto Gleichmann                       | deutscher expressionistischer Maler                                                               | 76    |       |
| 2. November  | Oskar Karpa                           | niedersächsischer Landeskonservator                                                               | 64    |       |
| 02. November | Franz Lemnitz                         | deutscher Radrennfahrer                                                                           | 73    |       |
| 2. November  | Daniel Mannix                         | australischer Geistlicher, Erzbischof von Melbourne                                               | 99    |       |
| 2. November  | Ngô Đình Diệm                         | erster Präsident von Südvietnam                                                                   | 62    |       |
| 2. November  | Ngô Đình Nhu                          | vietnamesischer Politiker, Innenminister von Südvietnam                                           | 53    |       |
| 2. November  | Ferdinand Piontek                     | Kapitularvikar von Breslau und Titularbischof von Barca                                           | 84    |       |
| 3. November  | Gustaf Braun von Stumm                | deutscher Diplomat                                                                                | 73    |       |
| 3. November  | Lilian Westcott Hale                  | US-amerikanische Malerin des Impressionismus                                                      | 82    |       |
| 3. November  | Augusts Kirhenšteins                  | lettischer Mikrobiologe und Politiker                                                             | 91    |       |
| 3. November  | Boris Kostić                          | serbischer Schachmeister                                                                          | 76    |       |
| 3. November  | Francesc Labarta i Planas             | katalanischer Maler, Zeichner und Kunstpädagoge                                                   | 80    |       |
| 3. November  | Philipp Loewenfeld                    | deutscher Rechtsanwalt                                                                            | 76    |       |
| 4. November  | Rafail Abramowitsch                   | russischer Bundist und Menschewik                                                                 | 83    |       |
| 4. November  | Rudolf Altschul                       | deutschsprachiger tschechoslowakisch-kanadischer Mediziner und Literat                            | 62    |       |
| 4. November  | Marek Fisz                            | polnischer Mathematiker                                                                           | 53    |       |
| 4. November  | Joe Gordon                            | US-amerikanischer Jazzmusiker                                                                     | 35    |       |
| 4. November  | Bernd Ickler                          | Todesopfer an der innerdeutschen Grenze                                                           | 18    |       |
| 4. November  | Carlos Magalhães de Azeredo           | brasilianischer Diplomat, Journalist und Schriftsteller                                           | 91    |       |
| 4. November  | Pascual Ortiz Rubio                   | mexikanischer Politiker                                                                           | 86    |       |
| 4. November  | Alexander von Schelting               | deutscher Soziologe                                                                               | 69    |       |
| 4. November  | Klaus Schröter                        | deutsches Todesopfer der Berliner Mauer                                                           | 23    |       |
| 4. November  | Walter Voss                           | deutscher Politiker (SPD), MdL                                                                    | 54    |       |
| 5. November  | Nicolaus von Borstel                  | deutscher Politiker (SPD), MdL                                                                    | 77    |       |
| 5. November  | Luis Cernuda                          | spanischer Schriftsteller, Lyriker und Literaturkritiker                                          | 61    |       |
| 5. November  | Eduard Krüger                         | deutscher Reitsportler                                                                            | 70    |       |
| 5. November  | Heinrich Philipp Reutlinger           | deutscher Politiker (NSDAP), MdR, MdL                                                             | 65    |       |
| 5. November  | Theodor Sternberg                     | deutscher Maler und Grafiker                                                                      | 71    |       |
| 5. November  | Thomas Griffith Taylor                | australischer Geologe, Geograph, Anthropologe und Polarforscher                                   | 82    |       |
| 5. November  | Frederick Everard Zeuner              | deutsch-britischer Geologe und Paläontologe                                                       | 58    |       |
| 6. November  | Alfonso Carinci                       | Kurienerzbischof, Sekretär der Heiligen Ritenkongregation                                         | 101   |       |
| 6. November  | Herbert Ebel                          | deutscher Bergrechtler                                                                            | 77    |       |
| 6. November  | Carlos García Vélez                   | kubanischer Botschafter                                                                           | 96    |       |
| 6. November  | Robert Everard Woodson                | US-amerikanischer Botaniker                                                                       | 59    |       |
| 7. November  | David Carnegie, 11. Earl of Northesk  | britischer Peer und Skeletonfahrer                                                                | 62    |       |
| 7. November  | Wenceslao Carrillo                    | spanischer Gewerkschafter und Politiker                                                           | 74    |       |
| 7. November  | Heinrich Lehmann                      | deutscher Rechtswissenschaftler und Hochschullehrer                                               | 87    |       |
| 7. November  | Stanisław Ossowski                    | polnischer Soziologe und Universitätsprofessor                                                    | 66    |       |
| 7. November  | James A. Wright                       | US-amerikanischer Politiker                                                                       | 61    |       |
| 8. November  | Hermann-Josef Freiherr von Boeselager | deutscher Politiker (CDU)                                                                         | 50    |       |
| 8. November  | Johann Junglas                        | deutscher Politiker (Zentrum, CDU), MdL, MdB und rheinland-pfälzischer Landesminister             | 65    |       |
| 8. November  | Šimon Jurovský                        | slowakischer Komponist                                                                            | 51    |       |
| 8. November  | Erich Masur                           | deutscher Jurist                                                                                  | 77    |       |
| 8. November  | Max Ratschow                          | deutscher Mediziner und der Begründer der Angiologie                                              | 59    |       |
| 8. November  | Paul Schmidt-Roller                   | deutscher Maler, Kunstlehrer und Textilgestalter                                                  | 72    |       |
| 8. November  | Pekka Yli-Niemi                       | finnischer Skispringer                                                                            | 26    |       |
| 9. November  | Antonio Farage                        | syrischer Patriarchalprokurator in Antiochia                                                      | 77    |       |
| 9. November  | Cesare Foligno                        | italienischer Romanist und Anglist                                                                | 85    |       |
| 9. November  | Heinrich Koppe                        | deutscher Luftfahrtingenieur, Flugmeteorologe und Hochschullehrer                                 | 72    |       |
| 10. November | Benedikt Baur                         | deutscher Ordensgeistlicher, Theologe, Erzabt von Beuron                                          | 85    |       |
| 10. November | Otto Flake                            | deutscher Schriftsteller                                                                          | 83    |       |
| 10. November | Erich Gritzner                        | deutscher Heraldiker, Genealoge und Siegelforscher                                                | 89    |       |
| 10. November | Richard Kehr                          | deutscher Politiker (SPD), MdL                                                                    | 65    |       |
| 10. November | Gerhard Kroll                         | deutscher Politiker (CSU), MdL                                                                    | 53    |       |
| 10. November | Hans Lewald                           | deutscher Jurist und Hochschullehrer                                                              | 80    |       |
| 10. November | Eva Mosbacher                         | deutsch-britische Krankenschwester und NS-Opfer                                                   | 37    |       |
| 10. November | Kurt Noack                            | deutscher Botaniker                                                                               | 75    |       |
| 10. November | Johannes Stetter                      | deutscher Politiker (SPD, USPD, KPD), MdR und Gewerkschafter                                      | 78    |       |
| 11. November | André Le Troquer                      | französischer Politiker (SFIO), Mitglied der Nationalversammlung                                  | 79    |       |
| 11. November | Friedrich Schöne                      | deutscher Jurist, Verwaltungsbeamter und Landrat                                                  | 81    |       |
| 11. November | Hans Stohler                          | Schweizer Lehrer, Mathematiker und Heimatkundler                                                  | 79    |       |
| 12. November | John R. Hodge                         | US-amerikanischer General                                                                         | 70    |       |
| 12. November | Georg Karo                            | deutscher Klassischer Archäologe                                                                  | 91    |       |
| 12. November | Franz Vorwerk                         | deutscher katholischer Priester                                                                   | 79    |       |
| 13. November | Bruno Hanich                          | deutscher Maler                                                                                   | 61    |       |
| 13. November | Hendrik Richard Hoetink               | niederländischer Jurist und Rechtshistoriker                                                      | 63    |       |
| 13. November | Otto Jokl                             | österreichischer Komponist, Musiktheoretiker, Musikpädagoge und Kapellmeister                     | 72    |       |
| 13. November | August Lorenz                         | deutscher Politiker (SPD), MdL                                                                    | 80    |       |
| 13. November | Margaret Alice Murray                 | britische Anthropologin und Ägyptologin                                                           | 100   |       |
| 13. November | Ethel Seymour                         | britische Turnerin                                                                                | 66    |       |
| 13. November | Gabriel Sortais                       | französischer römisch-katholischer Geistlicher, Trappist, Abt und Generalabt                      | 61    |       |
| 14. November | Franz Bläsi                           | deutscher Pädagoge und Politiker (CDU), MdL                                                       | 70    |       |
| 14. November | Nils Robert Hellsten                  | schwedischer Turner                                                                               | 78    |       |
| 15. November | Paul Keck                             | deutscher Politiker (SED) und Gewerkschafter                                                      | 57    |       |
| 15. November | Hans Leitherer                        | deutscher Bildhauer                                                                               | 77    |       |
| 15. November | Wilhelm Menges                        | deutscher Reichsgerichtsrat und Richter am Bundesgerichtshof                                      | 69    |       |
| 15. November | Fritz Reiner                          | amerikanisch-ungarischer Dirigent                                                                 | 74    |       |
| 15. November | Theobald Schrems                      | Domkapellmeister, Begründer des „Musikgymnasiums der Regensburger Domspatzen“                     | 70    |       |
| 16. November | Carlo Buti                            | italienischer Sänger                                                                              | 61    |       |
| 16. November | Ernst Tams                            | deutscher Geophysiker und Erdbebenforscher                                                        | 81    |       |
| 17. November | Peco Bauwens                          | deutscher Fußballspieler und -funktionär                                                          | 76    |       |
| 17. November | Walter Levinthal                      | deutsch-britischer Bakteriologe                                                                   | 77    |       |
| 17. November | Otto Urack                            | deutscher Violoncellist, Pianist, Dirigent und Komponist                                          | 79    |       |
| 18. November | Edgar Beyn                            | deutscher Regattasegler                                                                           | 69    |       |
| 18. November | Carmen Boni                           | italienische Schauspielerin                                                                       | 59    |       |
| 18. November | Kurt Arnold Findeisen                 | deutscher Schriftsteller                                                                          | 80    |       |
| 18. November | Paul Gebauer                          | deutscher Gewerkschafter (FDGB)                                                                   | 62    |       |
| 18. November | Augustin Genoud                       | Schweizer Architekt                                                                               | 78    |       |
| 18. November | Hans Lorenz Stoltenberg               | deutscher Soziologe                                                                               | 75    |       |
| 19. November | Carmen Amaya                          | spanische Flamenco-Sängerin und -Tänzerin                                                         | 50    |       |
| 19. November | Hugo Braun                            | deutscher Mediziner                                                                               | 82    |       |
| 19. November | Elmar von Eschwege                    | Gutsbesitzer und Abgeordneter                                                                     | 67    |       |
| 19. November | Henry Richardson                      | US-amerikanischer Bogenschütze                                                                    | 74    |       |
| 19. November | Donald Dean Summerville               | 53. Bürgermeister von Toronto                                                                     |       |       |
| 19. November | Vincenz Wiederholt                    | deutscher Unternehmer                                                                             | 80    |       |
| 20. November | Siegfried Hey                         | deutscher Diplomat                                                                                | 88    |       |
| 20. November | Peter Pringsheim                      | deutscher Physiker in Belgien und den USA                                                         | 82    |       |
| 21. November | Pierre Blanchar                       | französischer Schauspieler und Filmregisseur                                                      | 71    |       |
| 21. November | Artur Lemba                           | estnischer Komponist                                                                              | 78    |       |
| 21. November | Otto Matzerath                        | deutscher Dirigent                                                                                | 49    |       |
| 21. November | Ulises Saucedo                        | bolivianischer Fußballtrainer und -schiedsrichter                                                 | 67    |       |
| 21. November | Robert Stroud                         | US-amerikanischer Gewaltverbrecher und Ornithologe                                                | 73    |       |
| 22. November | Paul Amstutz                          | Schweizer Staatsbeamter                                                                           | 75    |       |
| 22. November | Wilhelm Beiglböck                     | österreichischer Internist, NS-Kriegsverbrecher                                                   | 58    |       |
| 22. November | Mary Findlater                        | britische Schriftstellerin                                                                        | 98    |       |
| 22. November | Otto Grahe                            | deutscher Architekt                                                                               | 76    |       |
| 22. November | Jack Hill                             | US-amerikanischer Schauspieler                                                                    | 76    |       |
| 22. November | Aldous Huxley                         | britischer Schriftsteller                                                                         | 69    |       |
| 22. November | John F. Kennedy                       | US-amerikanischer Politiker, 35. Präsident der USA (1961–1963)                                    | 46    |       |
| 22. November | C. S. Lewis                           | nordirischer Schriftsteller und Literaturwissenschaftler                                          | 64    |       |
| 22. November | Guido Müller                          | Schweizer Politiker (SP)                                                                          | 87    |       |
| 22. November | J. D. Tippit                          | US-amerikanischer Polizist                                                                        | 39    |       |
| 23. November | Hermann Geyer                         | österreichischer Politiker (CSP), Landtagsabgeordneter, Abgeordneter zum Nationalrat              | 89    |       |
| 23. November | Kurt Tuch                             | deutscher Maler, Zeichner und Lithograf                                                           | 86    |       |
| 24. November | Meir Argov                            | israelischer Politiker                                                                            |       |       |
| 24. November | Ludwig Dehio                          | deutscher Historiker                                                                              | 75    |       |
| 24. November | Walter Hagen                          | deutscher Pilot und Generalmajor                                                                  | 66    |       |
| 24. November | Martha Ostenso                        | US-amerikanische Schriftstellerin                                                                 | 63    |       |
| 24. November | Lee Harvey Oswald                     | mutmaßlicher Mörder von John F. Kennedy                                                           | 24    |       |
| 24. November | Georg-Hans Reinhardt                  | deutscher Militär, Heeresgruppenführer und Generaloberst                                          | 76    |       |
| 24. November | Wladimir Sergejewitsch Rosing         | russisch-amerikanischer Operntenor und Bühnendirektor                                             | 73    |       |
| 24. November | Hans von Schuch                       | deutscher Violoncellist und Musikpädagoge                                                         | 77    |       |
| 25. November | Otto Fischer-Lamberg                  | deutscher Maler                                                                                   | 77    |       |
| 25. November | Walther Holtzmann                     | deutscher Diplomatiker und Historiker                                                             | 71    |       |
| 25. November | Marotrao Sambashio Kannamwar          | indischer Politiker                                                                               | 63    |       |
| 25. November | John La Farge                         | US-amerikanischer Jesuit                                                                          | 83    |       |
| 25. November | Alexander Iwanowitsch Marinesko       | sowjetischer U-Boot-Kommandant im Zweiten Weltkrieg                                               | 50    |       |
| 25. November | Dietmar Schulz                        | deutsches Todesopfer der Berliner Mauer                                                           | 24    |       |
| 25. November | Joseph Sweeney                        | US-amerikanischer Theater- und Filmschauspieler                                                   | 79    |       |
| 25. November | George Howard Williams                | US-amerikanischer Politiker                                                                       | 91    |       |
| 26. November | Fritz Bergemann                       | deutscher Philologe und Germanist                                                                 | 78    |       |
| 26. November | Johannes Dick                         | deutscher Politiker (KPD/SED), Chef der VP im Land Sachsen, Diplomat                              | 53    |       |
| 26. November | Amelita Galli-Curci                   | italienische Opernsängerin (Koloratursopran)                                                      | 81    |       |
| 26. November | Josy Holsten                          | Schweizer Schauspielerin                                                                          | 66    |       |
| 26. November | Wladimir Alexejewitsch Kutscherenko   | sowjetischer Bauingenieur und Politiker                                                           | 54    |       |
| 28. November | Dehra Parker                          | britische Politikerin (Ulster Unionist Party)                                                     | 81    |       |
| 26. November | Johannes Schröter                     | deutscher Politiker (KPD), MdR                                                                    | 67    |       |
| 26. November | Edwin B. Willis                       | US-amerikanischer Szenenbildner beim Film                                                         | 70    |       |
| 27. November | Louis Gros                            | französischer Politiker und Résistant                                                             | 90    |       |
| 27. November | Heinrich Schönfeldt                   | österreichischer Automobilrennfahrer                                                              | 79    |       |
| 28. November | Eduard Beninger                       | österreichischer Ur- und Frühgeschichtsforscher                                                   | 66    |       |
| 28. November | Josef-Peter Emmrich                   | deutscher Gynäkologe und Geburtshelfer                                                            | 54    |       |
| 28. November | Arthur Franz                          | deutscher Romanist                                                                                | 82    |       |
| 28. November | Andrij Makarenko                      | ukrainischer Politiker                                                                            | 77    |       |
| 28. November | Richard Nutzinger                     | deutscher Schriftsteller                                                                          | 66    |       |
| 28. November | Dimitar Orachowaz                     | bulgarischer Physiologe                                                                           | 71    |       |
| 28. November | Heinrich Friedrich Siedentopf         | deutscher Astronom                                                                                | 57    |       |
| 28. November | Regina Stracke                        | deutsche Missionarin und Ordensgründerin                                                          | 80    |       |
| 28. November | Lee Wallard                           | US-amerikanischer Automobilrennfahrer                                                             | 52    |       |
| 29. November | Étienne Balázs                        | ungarischer Sinologe                                                                              | 58    |       |
| 29. November | Nikolai Nikolajewitsch Baranski       | russischer Geograph                                                                               | 82    |       |
| 29. November | Ernesto Lecuona                       | kubanischer Komponist und Musiker                                                                 | 68    |       |
| 29. November | Charles Schnee                        | US-amerikanischer Drehbuchautor und Filmproduzent                                                 | 47    |       |
| 30. November | Phil Baker                            | US-amerikanischer Schauspieler, Komiker, Radiomoderator und Songwriter                            | 67    |       |
| 30. November | Theus Bracht                          | deutscher Politiker (SPD), MdL                                                                    | 62    |       |
| 30. November | Cyril Newall, 1. Baron Newall         | britischer Marshal of the Royal Air Force und der 6. Generalgouverneur von Neuseeland (1941–1946) | 77    |       |
| 30. November | Hanns Petschke                        | deutscher Bildhauer                                                                               | 79    |       |
| November     | Karl Jiszda                           | österreichischer Fußballspieler und -trainer                                                      | 64    |       |
| November     | Fred Kennedy                          | englischer Fußballspieler                                                                         | 61    |       |
| November     | Sepp Müller                           | deutscher Motorradrennfahrer                                                                      | 57    |       |
| November     | Max Wolff                             | deutscher Biologe                                                                                 | 84    |       |

## Dezember
| Tag          | Name                          | Beruf, bekannt als                                                                                              | Alter | Beleg |
| ------------ | ----------------------------- | --- | ----- | ----- |
| 1. Dezember  | Karl Hennemann                | deutscher Politiker (KPD), Gewerkschafter und Widerstandskämpfer                                                | 65    |       |
| 1. Dezember  | Carl Koch                     | deutscher Filmregisseur und Drehbuchautor                                                                       | 71    |       |
| 1. Dezember  | Wilhelm Kuklinski             | deutscher Politiker (SPD), MdL                                                                                  | 71    |       |
| 1. Dezember  | Franz Xaver Marmon            | deutscher Bildhauer und Altarbaue                                                                               | 84    |       |
| 1. Dezember  | Hermann Sehrig                | deutscher Keramiker und Maler                                                                                   | 71    |       |
| 1. Dezember  | Margarete Zabe                | deutsche Politikerin (SPD), MdHB                                                                                | 86    |       |
| 1. Dezember  | Mario Zampi                   | italienischer Filmregisseur und Filmproduzent                                                                   | 60    |       |
| 2. Dezember  | Jakob Erstad                  | norwegischer Turner                                                                                             | 65    |       |
| 2. Dezember  | Conrad Flockner               | deutscher Filmproduzent, Herstellungs- und Produktionsleiter                                                    | 72    |       |
| 2. Dezember  | Otto Möbes                    | österreichischer Gewerkschafter und Politiker (SPÖ)                                                             | 84    |       |
| 2. Dezember  | Paul Richter                  | deutscher Politiker (SPD)                                                                                       | 59    |       |
| 2. Dezember  | Sabu                          | indisch-US-amerikanischer Schauspieler                                                                          | 39    |       |
| 2. Dezember  | Sasaki Nobutsuna              | japanischer Schriftsteller                                                                                      | 91    |       |
| 3. Dezember  | Alfred Aberdam                | polnischer Maler                                                                                                | 69    |       |
| 3. Dezember  | Elizabeth Bentley             | US-amerikanische Agentin für die Sowjetunion                                                                    | 55    |       |
| 3. Dezember  | Hans Fiehn                    | deutscher Rechtsanwalt und Notar                                                                                | 84    |       |
| 3. Dezember  | Josef Gronover                | deutscher Politiker (Zentrum, NSDAP), Bürgermeister von Dorsten                                                 | 73    |       |
| 3. Dezember  | Knute Hill                    | US-amerikanischer Politiker                                                                                     | 87    |       |
| 3. Dezember  | Walther Koransky              | deutscher Jurist und Politiker (SPD)                                                                            | 74    |       |
| 3. Dezember  | Alexander Staub               | russlanddeutscher römisch-katholischer Geistlicher und Märtyrer                                                 | 93    |       |
| 3. Dezember  | Georgi Alexejewitsch Uschakow | sowjetischer Geograph und Polarforscher                                                                         | 62    |       |
| 3. Dezember  | Paul Vageler                  | deutsch-brasilianischer Bodenkundler                                                                            | 81    |       |
| 4. Dezember  | Robert Hamer                  | britischer Regisseur und Drehbuchautor                                                                          | 52    |       |
| 4. Dezember  | Julian Hatcher                | US-amerikanischer Offizier und Waffenexperte                                                                    | 75    |       |
| 4. Dezember  | Rudolf Kühn                   | deutscher Astronom                                                                                              | 37    |       |
| 4. Dezember  | George Campbell Munro         | neuseeländisch-amerikanischer Ornithologe, Entomologe und Botaniker                                             | 97    |       |
| 4. Dezember  | William Norton                | irischer Politiker, Minister                                                                                    |       |       |
| 5. Dezember  | John Christopher Cody         | kanadischer römisch-katholischer Geistlicher, Bischof von London (Ontario)                                      | 63    |       |
| 5. Dezember  | Ernst Gäumann                 | Schweizer Botaniker, Mykologe, Phytopathologe und Universitätsprofessor                                         | 70    |       |
| 5. Dezember  | Karl Amadeus Hartmann         | deutscher Komponist                                                                                             | 58    |       |
| 5. Dezember  | Robert Klein-Lörk             | deutscher Schauspieler und Kabarettist                                                                          | 65    |       |
| 5. Dezember  | Herbert H. Lehman             | US-amerikanischer Politiker, Gouverneur des Bundesstaates New York (1933–1942)                                  | 85    |       |
| 5. Dezember  | Tom London                    | US-amerikanischer Schauspieler                                                                                  | 74    |       |
| 5. Dezember  | Siegfried Nestriepke          | deutscher Redakteur und Theaterindentant                                                                        | 77    |       |
| 5. Dezember  | Arthur Schulz                 | deutscher Lehrer und Winckelmann-Forscher                                                                       | 78    |       |
| 6. Dezember  | Ion Valentin Anestin          | rumänischer Karikaturist, Maler, Bildhauer, Journalist und Dramatiker                                           | 62    |       |
| 6. Dezember  | Friedrich Lachmund            | deutscher Richter und Parlamentarier                                                                            | 77    |       |
| 6. Dezember  | Walther Rehm                  | deutscher Literaturwissenschaftler und Hochschullehrer                                                          | 62    |       |
| 6. Dezember  | Gustav Thaler                 | österreichischer Fußballspieler und -trainer                                                                    | 54    |       |
| 7. Dezember  | Isidore Soucy                 | kanadischer Fiddlespieler und Komponist                                                                         | 64    |       |
| 8. Dezember  | Arthur Pasquier               | französischer Radrennfahrer und Schrittmacher                                                                   | 80    |       |
| 8. Dezember  | Sarit Thanarat                | thailändischer Heeresoffizier und Politiker, Premierminister von Thailand, Feldmarschall                        | 55    |       |
| 9. Dezember  | Ingeborg Gude                 | norwegische Künstlerin, Puppenmacherin und Autorin                                                              | 73    |       |
| 9. Dezember  | Perry Miller                  | US-amerikanischer Geschichts- und Literaturwissenschaftler                                                      | 58    |       |
| 9. Dezember  | Oscar E. Ulmer                | deutscher Bildhauer                                                                                             | 75    |       |
| 9. Dezember  | August Weber                  | deutscher Politiker (Zentrum), MdR                                                                              | 88    |       |
| 10. Dezember | Gerhard Berting               | deutscher Jurist und Verwaltungsbeamter                                                                         | 63    |       |
| 10. Dezember | Richard Homann                | deutscher Gartenbaudirektor                                                                                     | 63    |       |
| 10. Dezember | Bruno Lösche                  | deutscher Politiker (SPD) und Widerstandskämpfer gegen das NS-Regime                                            | 65    |       |
| 10. Dezember | Ernst Melan                   | österreichischer Bauingenieur und Hochschullehrer                                                               | 73    |       |
| 10. Dezember | Ōta Yōko                      | japanische Schriftstellerin                                                                                     | 57    |       |
| 10. Dezember | K. Madhava Panikkar           | indischer Journalist, Historiker, Administrator und Diplomat                                                    | 68    |       |
| 11. Dezember | Anthony Collins               | britischer Filmkomponist                                                                                        | 70    |       |
| 11. Dezember | Americo Marazzi               | Schweizer Architekt und Politiker (FDP)                                                                         | 84    |       |
| 11. Dezember | Luis Russell                  | US-amerikanischer Jazzmusiker (Piano, Bigband-Leader, Arrangement, Komponist)                                   | 61    |       |
| 11. Dezember | Friedrich Wachs               | deutscher promovierter Dipl.-Ing. und Chemikalienunternehmer                                                    | 71    |       |
| 12. Dezember | Curt Elschner                 | deutscher Hotelier und Geheimer Kommerzienrat                                                                   | 87    |       |
| 12. Dezember | Erich von Gilsa               | deutscher Politiker (DVP), MdR                                                                                  | 84    |       |
| 12. Dezember | Josef Hall                    | deutscher Verleger                                                                                              | 72    |       |
| 12. Dezember | Theodor Heuss                 | deutscher Politiker (DDP, FDP/DVP), MdR, MdL, MdB, erster Bundespräsident der BRD                               | 79    |       |
| 12. Dezember | Ozu Yasujirō                  | japanischer Filmregisseur und Drehbuchautor                                                                     | 60    |       |
| 13. Dezember | Filippo Anfuso                | italienischer Diplomat, Neofaschist und Politiker, Mitglied der Camera                                          | 62    |       |
| 13. Dezember | Franz Ballner                 | österreichischer Arzt, Bakteriologe und Hygieniker                                                              | 93    |       |
| 13. Dezember | Dieter Berger                 | deutsches Todesopfer der Berliner Mauer                                                                         | 24    |       |
| 13. Dezember | Charles Edward Clark          | US-amerikanischer Jurist und Politiker (Republikaner)                                                           | 74    |       |
| 13. Dezember | Stan Jones                    | US-amerikanischer Songwriter und Schauspieler                                                                   | 49    |       |
| 13. Dezember | Josef Keil                    | österreichischer Historiker, Epigraphiker und Archäologe                                                        | 85    |       |
| 13. Dezember | Arthur Ney                    | deutsch-schweizerischer Komponist und Dirigent                                                                  | 76    |       |
| 13. Dezember | Hubert Pierlot                | belgischer Politiker und Premierminister                                                                        | 79    |       |
| 13. Dezember | Wassyl Symonenko              | ukrainischer Dichter, Schriftsteller und Journalist                                                             | 28    |       |
| 13. Dezember | Rudolf Wimmer                 | österreichischer Komponist und Organist                                                                         | 66    |       |
| 14. Dezember | Hans Abraham                  | deutscher Gewichtheber                                                                                          | 77    |       |
| 14. Dezember | Rudolf Allers                 | österreichisch-amerikanischer Psychiater und Philosoph                                                          | 80    |       |
| 14. Dezember | Otto Fickeisen                | deutscher Ruderer                                                                                               | 83    |       |
| 14. Dezember | Gustav Machatý                | tschechischer Filmschauspieler und -regisseur                                                                   | 62    |       |
| 14. Dezember | Marie Marvingt                | französische Pilotin und die zweite Frau, die in Frankreich ihre Flugprüfung ablegte                            | 88    |       |
| 14. Dezember | Erich Ollenhauer              | deutscher Politiker (SPD), MdB, MdEP                                                                            | 62    |       |
| 14. Dezember | Arthur Parisius               | niederländischer Jazz-, R&B- und Unterhaltungsmusiker                                                           | 52    |       |
| 14. Dezember | Mahmūd Schaltūt               | islamischer Rechtsgelehrter, Dozent an der Azhar-Universität                                                    | 70    |       |
| 14. Dezember | Georg Thoféhrn                | deutscher Architekt                                                                                             | 85    |       |
| 14. Dezember | Dinah Washington              | US-amerikanische Sängerin des Swingjazz, Rhythm and Blues und der Popmusik                                      | 39    |       |
| 14. Dezember | Otto Zoff                     | österreichischer Schriftsteller                                                                                 | 73    |       |
| 15. Dezember | August Beste                  | deutscher Jurist und Politiker                                                                                  | 95    |       |
| 15. Dezember | Bill Grauer                   | amerikanischer Jazz-Produzent                                                                                   |       |       |
| 15. Dezember | Wilibald Gurlitt              | deutscher Musikwissenschaftler                                                                                  | 74    |       |
| 15. Dezember | Johannes Heckel               | deutscher Kirchenrechtler                                                                                       | 74    |       |
| 15. Dezember | Irmgard Poppen                | deutsche Cellistin                                                                                              | 39    |       |
| 15. Dezember | Karl Rautio                   | sowjetischer Komponist karelischer Nationalität, Musiklehrer und Dirigent                                       | 74    |       |
| 15. Dezember | Rikidōzan                     | japanischer Sumōtori, Wrestler und Wrestling-Funktionär                                                         | 39    |       |
| 15. Dezember | Rawghlie Clement Stanford     | US-amerikanischer Politiker                                                                                     | 84    |       |
| 15. Dezember | Oscar Traynor                 | irischer Politiker                                                                                              | 77    |       |
| 16. Dezember | Alois Braun                   | deutscher Politiker, Oberregierungsrat und Mitglied der Freiheitsaktion Bayern                                  | 71    |       |
| 16. Dezember | Tom Delaney                   | US-amerikanischer Blues-Musiker                                                                                 | 74    |       |
| 16. Dezember | Gerhard von Mende             | deutscher Turkologe                                                                                             | 58    |       |
| 16. Dezember | Lotte Pirker                  | österreichische Schriftstellerin und Politikerin (SDAP)                                                         | 86    |       |
| 16. Dezember | Hildegard Stücklen            | deutschamerikanische Physikerin                                                                                 | 72    |       |
| 17. Dezember | William Foster                | britischer Schwimmer                                                                                            | 73    |       |
| 17. Dezember | Karl Grosse                   | deutscher Maschinenbauingenieur und Manager                                                                     | 90    |       |
| 17. Dezember | Franz Müller                  | deutscher Sportfunktionär                                                                                       | 77    |       |
| 17. Dezember | Amedée Rossi                  | französischer Automobilrennfahrer                                                                               | 67    |       |
| 17. Dezember | Kurt Wunsch                   | deutscher Standfotograf und Kameramann                                                                          | 59    |       |
| 18. Dezember | George Acquaah                | ghanaischer Leichtathlet                                                                                        | 38    |       |
| 18. Dezember | George Lincoln Hendrickson    | US-amerikanischer Klassischer Philologe                                                                         | 98    |       |
| 18. Dezember | Johann Kazianka               | österreichischer Politiker (KPÖ), Landtagsabgeordneter                                                          | 66    |       |
| 18. Dezember | Hans Müller-Westernhagen      | deutscher Schauspieler                                                                                          | 44    |       |
| 18. Dezember | Leo Rosenberg                 | deutscher Jurist und Hochschullehrer                                                                            | 84    |       |
| 18. Dezember | Winfried Zillig               | deutscher Komponist, Musiktheoretiker und Dirigent                                                              | 58    |       |
| 19. Dezember | Alan Gardiner                 | britischer Ägyptologe                                                                                           | 84    |       |
| 19. Dezember | Willi Kirsei                  | deutscher Fußballspieler                                                                                        | 60    |       |
| 19. Dezember | William Remington             | US-amerikanischer Leichtathlet                                                                                  | 84    |       |
| 19. Dezember | Ingolf Rød                    | norwegischer Segler                                                                                             | 74    |       |
| 19. Dezember | Franz Seemann                 | deutscher Filmarchitekt                                                                                         | 76    |       |
| 19. Dezember | Guy Trosper                   | US-amerikanischer Drehbuchautor und Schriftsteller                                                              | 52    |       |
| 20. Dezember | Alfred Mansfield Brooks       | US-amerikanischer Kunsthistoriker                                                                               | 93    |       |
| 20. Dezember | Paul Constantinescu           | rumänischer Komponist                                                                                           | 54    |       |
| 20. Dezember | Alfred Jansa                  | Feldmarschallleutnant in Österreich                                                                             | 79    |       |
| 20. Dezember | Maxim Karolik                 | Tenor, Schauspieler und Kunstsammler                                                                            |       |       |
| 20. Dezember | Erich Lechler                 | deutscher Politiker (BCSV, CDU)                                                                                 | 73    |       |
| 20. Dezember | Gustaw Morcinek               | polnischer Schriftsteller, Publizist und Politiker                                                              | 72    |       |
| 20. Dezember | Carl-Hermann Mueller-Graaf    | deutscher Diplomat                                                                                              | 60    |       |
| 20. Dezember | Roger Plaxton                 | kanadischer Eishockeyspieler                                                                                    | 59    |       |
| 20. Dezember | Medar Shtylla                 | albanischer kommunistischer Politiker (PPSh)                                                                    | 56    |       |
| 20. Dezember | John Bellamy Taylor           | US-amerikanischer Physiker                                                                                      | 88    |       |
| 21. Dezember | Rudolf Ehrmann                | deutsch-amerikanischer Mediziner                                                                                | 83    |       |
| 21. Dezember | Fritz Ernst                   | deutscher Historiker                                                                                            | 58    |       |
| 21. Dezember | William J. Green junior       | US-amerikanischer Politiker                                                                                     | 53    |       |
| 21. Dezember | Jack Hobbs                    | englischer Cricketspieler                                                                                       | 81    |       |
| 21. Dezember | Paul Westheim                 | Kunstschriftsteller und Kritiker                                                                                | 77    |       |
| 22. Dezember | William Ellsworth Brooke      | US-amerikanischer Mathematiker                                                                                  | 93    |       |
| 22. Dezember | Karl Adolf Koefoed Larsen     | dänischer Schachkomponist und -redakteur                                                                        | 67    |       |
| 22. Dezember | Roy Palmer                    | US-amerikanischer Jazzmusiker                                                                                   | 76    |       |
| 22. Dezember | Gian Giorgio Trissino         | italienischer Reiter und erster Olympiasieger der italienischen Geschichte                                      | 86    |       |
| 23. Dezember | Franz Legerer                 | österreichischer Politiker (ÖVP), Landtagsabgeordneter                                                          | 77    |       |
| 23. Dezember | Alexandra Povòrina            | russisch-deutsche Malerin                                                                                       | 78    |       |
| 23. Dezember | Friedrich Slotty              | deutscher Indogermanist                                                                                         | 82    |       |
| 23. Dezember | Hans Weinreich                | deutscher Politiker (NSDAP), MdR, MdL                                                                           | 67    |       |
| 24. Dezember | Kalanag                       | deutscher Filmproduzent und Zauberkünstler                                                                      | 60    |       |
| 24. Dezember | August Maria Knoll            | österreichischer Jurist, Soziologe und katholischer Sozialreformer                                              | 63    |       |
| 24. Dezember | Walther Rimarski              | deutscher Chemiker                                                                                              | 89    |       |
| 24. Dezember | Wilhelm Schindele             | deutscher Verwaltungsjurist                                                                                     | 83    |       |
| 24. Dezember | Tristan Tzara                 | rumänischer Schriftsteller und Mitbegründer des Dadaismus                                                       | 67    |       |
| 25. Dezember | Oscar Alfaro                  | bolivianischer Dichter                                                                                          | 42    |       |
| 25. Dezember | Kazimieras Viktoras Banaitis  | litauischer Komponist                                                                                           | 67    |       |
| 25. Dezember | Heiner Fleischmann            | deutscher Motorrad-Rennfahrer                                                                                   | 49    |       |
| 25. Dezember | Georg August Koch             | deutscher Schauspieler                                                                                          | 80    |       |
| 25. Dezember | Karl Mader                    | deutscher Politiker (SPD)                                                                                       | 73    |       |
| 25. Dezember | Harry Church Oberholser       | amerikanischer Ornithologe                                                                                      | 93    |       |
| 25. Dezember | Paul Schultz                  | deutsches Todesopfer der Berliner Mauer                                                                         | 18    |       |
| 25. Dezember | André Tison                   | französischer Diskuswerfer und Kugelstoßer                                                                      | 78    |       |
| 25. Dezember | Fritz Vogelstrom              | deutscher Opernsänger (Tenor)                                                                                   | 81    |       |
| 25. Dezember | Lucien Weiss                  | französischer Radrennfahrer                                                                                     | 54    |       |
| 26. Dezember | Lizzy Lind-af-Hageby          | schwedisch-britische Autorin, Rednerin, Antivivisektionistin, Pazifistin, Frauenrechtlerin und Frauenwahlrec... | 85    |       |
| 26. Dezember | George Mulock                 | britischer Seeoffizier und Polarforscher                                                                        | 81    |       |
| 26. Dezember | Hans Riemer                   | österreichischer Politiker (SPÖ), Landtagsabgeordneter, Mitglied des Bundesrates                                | 62    |       |
| 27. Dezember | Perry Ferguson                | US-amerikanischer Szenenbildner                                                                                 | 62    |       |
| 27. Dezember | Wilhelm Riphahn               | deutscher Architekt                                                                                             | 74    |       |
| 27. Dezember | Theodor Scharmitzel           | deutscher Verleger und Politiker (CDU)                                                                          | 85    |       |
| 27. Dezember | Friedrich Schulze             | deutscher Politiker (BDV, CDU), MdBB                                                                            | 75    |       |
| 27. Dezember | Sigvard Sivertsen             | norwegischer Turner                                                                                             | 82    |       |
| 27. Dezember | Wildcat Wilson                | US-amerikanischer American-Football-Spieler                                                                     | 62    |       |
| 28. Dezember | Gustave Amoudruz              | Schweizer Sportschütze                                                                                          | 78    |       |
| 28. Dezember | Karl Heinrich Bornemann       | Landtagsabgeordneter Volksstaat Hessen                                                                          | 89    |       |
| 28. Dezember | Ernst Hegewisch               | deutscher Jurist                                                                                                | 82    |       |
| 28. Dezember | Paul Hindemith                | deutscher Komponist und Musiker                                                                                 | 68    |       |
| 28. Dezember | Ludwig Hofmann                | deutscher Opernsänger (Bassist)                                                                                 | 72    |       |
| 28. Dezember | Willy Kurth                   | deutscher Kunsthistoriker                                                                                       | 82    |       |
| 28. Dezember | A. J. Liebling                | US-amerikanischer Journalist                                                                                    | 59    |       |
| 28. Dezember | Joseph Magliocco              | US-amerikanischer Mobster                                                                                       |       |       |
| 28. Dezember | Louise Paichl                 | österreichische Opernsängerin                                                                                   | 62    |       |
| 29. Dezember | Carl von Funck                | deutscher Politiker (DNVP)                                                                                      | 82    |       |
| 29. Dezember | Aleksander Ładoś              | polnischer Diplomat, Publizist und Politiker                                                                    | 72    |       |
| 30. Dezember | Ernest Fischer                | Schweizer Politiker (FDP)                                                                                       | 81    |       |
| 30. Dezember | Rudolf von Jaschke            | deutscher Gynäkologe und Geburtshelfer                                                                          | 82    |       |
| 30. Dezember | Alfred Wünnenberg             | deutscher Offizier, SS-Obergruppenführer und Generalleutnant der Waffen-SS und Polizei                          | 72    |       |
| 30. Dezember | Emil Wutzky                   | deutscher Gewerkschafter, Genossenschaftler und Politiker (SPD)                                                 | 92    |       |
| 31. Dezember | Lars Høgvold                  | norwegischer Skisportler                                                                                        | 75    |       |
| 31. Dezember | James Pattison                | irischer Politiker, Teachta Dála                                                                                | 77    |       |
| 31. Dezember | Jules Salomon                 | französischer Automobilkonstrukteur                                                                             | 90    |       |
| 31. Dezember | Francisco José Tenreiro       | saotomeasischer Geograph, Lyriker, Essayist und Politiker                                                       | 42    |       |
| Dezember     | Hans Rudolf Berndorff         | deutscher Journalist und Schriftsteller                                                                         | 68    |       |
| Dezember     | Ilse Friedleben               | deutsche Tennisspielerin                                                                                        | 70    |       |
| Dezember     | Edward W. Zdunek              | US-amerikanischer Manager, Generaldirektor der Adam Opel AG                                                     |       |       |